# Christian Molbech
Christian Molbech (Sorø, 8 ottobre 1783 – Copenaghen, 23 giugno 1857) è stato uno storico, critico letterario e filologo danese.

## Biografia
Christian Molbech nacque a Sorø. Si laureò presso l'Accademia di Sorø nel 1802 e nel 1804 cominciò a lavorare presso la Biblioteca reale danese. Nel 1829 succedette a Knud Lyne Rahbek come professore di letteratura all'Università di Copenaghen. Dal 1830 al 1842 fu direttore del Teatro reale danese.
Nel 1839 partecipò alla fondazione della Società Storica Danese, e fu uno dei fondatori di Historisk Tidsskrift, la più antica rivista storica scientifica del mondo ancora pubblicata .
Molbech fu anche autore di varie opere filologiche, tra le quali il Dizionario Danese (Dansk Ordbog 1828-1833) e il Dizionario dei dialetti danesi (Dansk Dialektleksikon 1833-1841).
Come critico letterario, fu famoso per le sue devastanti recensioni critiche delle opere di Hans Christian Andersen e Bernhard Severin Ingemann.

## Vita privata
Molbech sposò, il 23 ottobre 1820, Johanne Christine Langberg (1793-1879). Dal matrimonio, nacque lo scrittore e poeta Christian Knud Frederik Molbech (1821–1888).

## Fonti
- Danish Biographical Encyclopedia, volume XI, 1. edition 1887-1905.